# Saint-Gaudent
Ne doit pas être confondu avec Saint-Gaudens.
Saint-Gaudent est une commune du Centre-Ouest de la France, située dans le département de la Vienne (région Nouvelle-Aquitaine).

## Géographie
Saint-Gaudent est une commune rurale.
La commune est proche du parc naturel régional Périgord Limousin.
Les citoyens de Saint-Gaudent sont nommés les Saint-Gaudentais et les Saint-Gaudentaises.

### Localisation
La grande ville la plus proche de Saint-Gaudent est Poitiers et se trouve à 52,33 km au nord, à vol d'oiseau.

### Communes limitrophes
| Saint-Saviol         | Saint-Pierre-d'Exideuil | Civray    |
| Saint-Macoux Voulême | Saint-Gaudent           | Genouillé |
|                      | Lizant                  |           |

### Géologie et relief
La région de Saint-Gaudent présente un paysage de plaines vallonnées plus ou moins boisées et de vallées. Le terroir se compose pour 100 % de Terres Rouges plus ou moins profondes qui sont situées sur les plateaux. Ce sont des sols acajou, siliceux, dérivés d’argiles ferrugineuses à silex provenant d’épandages superficiels du Massif Central.
En 2006, 88,5 % de la superficie de la commune était occupée par l'agriculture, 9,1 % par des forêts et des milieux semi-naturels et 2,4 % par des zones construites et aménagées par l'homme (voirie).

### Hydrographie
Le Ruisseau du Pas de la Mule est le principal cours d'eau qui traverse le territoire de la commune.

### Climat
Pour des articles plus généraux, voir Climat de la Nouvelle-Aquitaine et Climat de la Vienne.
Historiquement, la commune est exposée à un climat océanique limousin.  
En 2020, Météo-France publie une typologie des climats de la France métropolitaine dans laquelle la commune est exposée à un climat océanique altéré et est dans la région climatique  Poitou-Charentes, caractérisée par un bon ensoleillement, particulièrement en été et des vents modérés.
Pour la période 1971-2000, la température annuelle moyenne est de 11,9 °C, avec une amplitude thermique annuelle de 14,7 °C. Le cumul annuel moyen de précipitations est de 866 mm, avec 11,8 jours de précipitations en janvier et 7 jours en juillet. Pour la période 1991-2020, la température moyenne annuelle observée sur la station météorologique la plus proche, située sur la commune de Civray à 3,59 km à vol d'oiseau, est de 12,6 °C et le cumul annuel moyen de précipitations est de 841,4 mm,. Pour l'avenir, les paramètres climatiques de la commune estimés pour 2050 selon différents scénarios d'émission de gaz à effet de serre sont consultables sur un site dédié publié par Météo-France en novembre 2022.

### Voies de communication et transports
Les gares et les haltes ferroviaires proches de la commune :
- la halte d'Épanvilliers à 13 km ;
- la gare de Saint-Saviol à 6,5 km ;
- la halte ferroviaire d'Anché-Voulon à 26,2 km ;
- la gare de Ruffec à 12,2 km ;
- la halte de Luxé à 29 km.

Les aéroports les plus proches de Saint-Gaudin sont :
- l'aéroport international Angoulême-Cognac à 43 km ;
- l'aéroport de Poitiers-Biard à 53 km ;
- l'aérodrome de Niort - Souché à 57 km.

## Urbanisme

### Typologie
Au 1er janvier 2024, Saint-Gaudent est catégorisée commune rurale à habitat dispersé, selon la nouvelle grille communale de densité à sept niveaux définie par l'Insee en 2022.
Elle est située hors unité urbaine et hors attraction des villes,.

### Occupation des sols
L'occupation des sols de la commune, telle qu'elle ressort de la base de données européenne d’occupation biophysique des sols Corine Land Cover (CLC), est marquée par l'importance des territoires agricoles (88,6 % en 2018), une proportion identique à celle de 1990 (88,6 %). La répartition détaillée en 2018 est la suivante : 
terres arables (71 %), zones agricoles hétérogènes (17,6 %), forêts (9,1 %), zones urbanisées (2,2 %). L'évolution de l’occupation des sols de la commune et de ses infrastructures peut être observée sur les différentes représentations cartographiques du territoire : la carte de Cassini (XVIIIe siècle), la carte d'état-major (1820-1866) et les cartes ou photos aériennes de l'IGN pour la période actuelle (1950 à aujourd'hui).

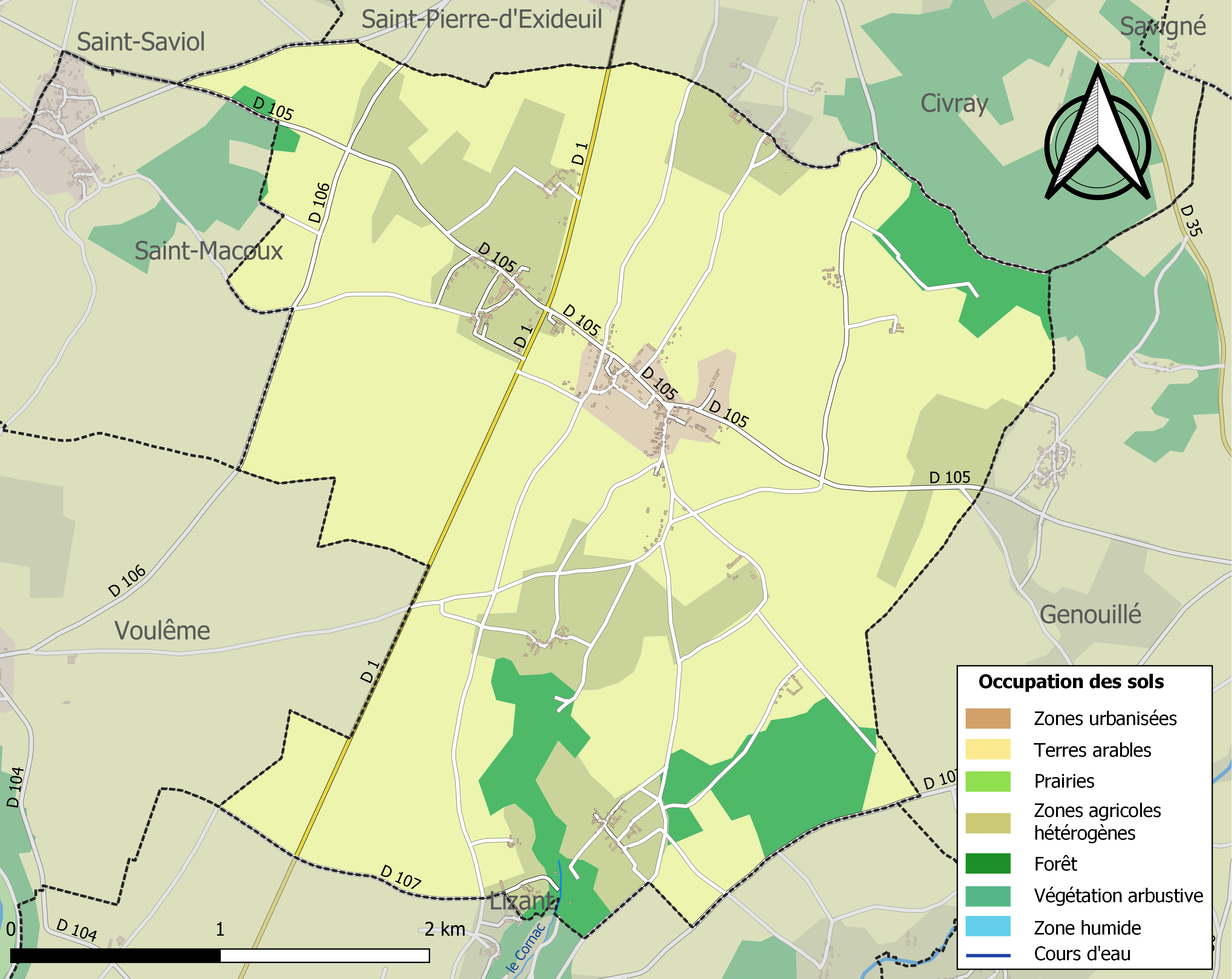
Carte des infrastructures et de l'occupation des sols de la commune en 2018 (CLC).

### Risques majeurs
Le territoire de la commune de Saint-Gaudent est vulnérable à différents aléas naturels : météorologiques (tempête, orage, neige, grand froid, canicule ou sécheresse), mouvements de terrains et séisme (sismicité modérée). Il est également exposé à un risque technologique,  le transport de matières dangereuses. Un site publié par le BRGM permet d'évaluer simplement et rapidement les risques d'un bien localisé soit par son adresse soit par le numéro de sa parcelle.

#### Risques naturels

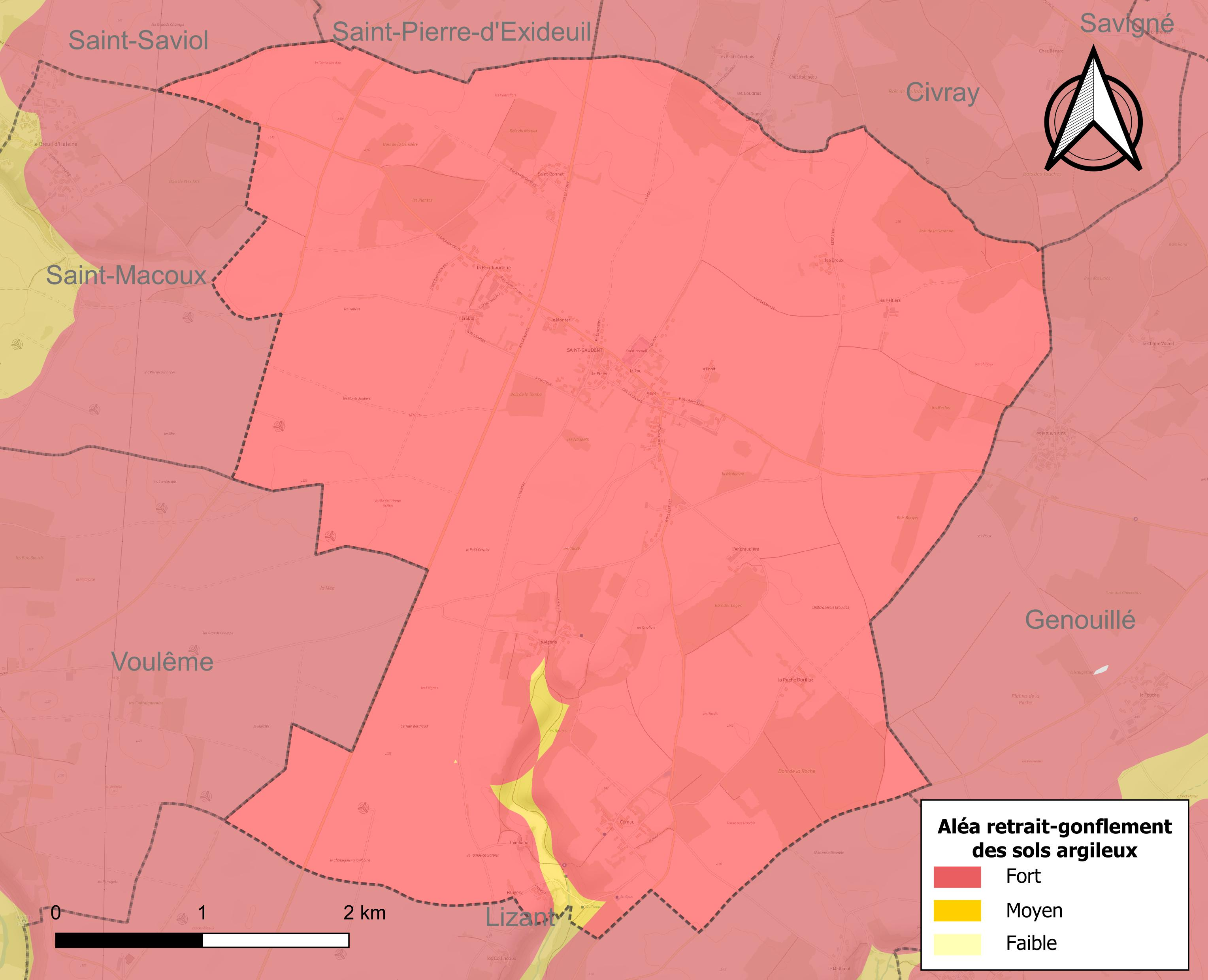
Carte des zones d'aléa retrait-gonflement des sols argileux de Saint-Gaudent.

Les mouvements de terrains susceptibles de se produire sur la commune sont des tassements différentiels. Le retrait-gonflement des sols argileux est susceptible d'engendrer des dommages importants aux bâtiments en cas d’alternance de périodes de sécheresse et de pluie. La totalité de la commune est en aléa moyen ou fort (79,5 % au niveau départemental et 48,5 % au niveau national). Depuis le 1er octobre 2020, en application de la loi ÉLAN, différentes contraintes s'imposent aux vendeurs, maîtres d'ouvrages ou constructeurs de biens situés dans une zone classée en aléa moyen ou fort,.
La commune a été reconnue en état de catastrophe naturelle au titre des dommages causés par les inondations et coulées de boue survenues en 1982, 1983, 1999, 2010 et 2018 et par des mouvements de terrain en 1999 et 2010.

## Toponymie
La commune s'est appelée jusqu'en 1793 : Gaudent, puis jusqu'en 1801 : Saint-Gaudant.

## Histoire
Le premier arbre de la liberté de la Révolution française est planté par le curé de Saint-Gaudent, Pressac de la Chassagnaye, en mai 1790. Norbert Pressac, curé proche de ses paroissiens et progressiste, fait un discours sur les bienfaits de la Révolution, et exhorte ses concitoyens à finir leurs procès par des arbitrages afin que la concorde et l’union fasse prospérer cet arbre. En 1811, un autre arbre est planté en l’honneur de la naissance du fils de Napoléon Ier, Napoléon II le roi de Rome.

## Politique et administration
Saint-Gaudent dépend de la sous-préfecture de la Vienne à Montmorillon.

### Intercommunalité
Saint-Gaudent est rattachée à la communauté de communes du Civraisien.
Depuis 2015, Saint-Gaudent est dans le canton de Civray (n°6) du département Vienne. Avant la réforme des départements, Saint-Gaudent était dans le canton no 5 de Civray dans la 3e circonscription

### Liste des maires
| Période                                  | Période   | Identité          | Étiquette | Qualité |
| ---------------------------------------- | --------- | ----------------- | --------- | ------- |
| mars 2001                                | mars 2008 | André Cordeau     |           |         |
| mars 2008                                | mars 2014 | Gabriel Ordonneau |           |         |
| mars 2014                                | En cours  | Josette Colas     |           |         |
| Les données manquantes sont à compléter. |           |                   |           |         |

### Instances judiciaires et administratives
La commune relève du tribunal d'instance de Poitiers, du tribunal de grande instance de Poitiers, de la cour d'appel  de Poitiers, du tribunal pour enfants de Poitiers, du conseil de prud'hommes de Poitiers, du tribunal de commerce de Poitiers, du tribunal administratif de Poitiers et de la cour administrative d'appel  de  Bordeaux, du tribunal des pensions de Poitiers, du tribunal des affaires de la Sécurité sociale de la Vienne, de la cour d’assises de la Vienne.

## Population et société

### Démographie
L'évolution du nombre d'habitants est connue à travers les recensements de la population effectués dans la commune depuis 1793. Pour les communes de moins de 10 000 habitants, une enquête de recensement portant sur toute la population est réalisée tous les cinq ans, les populations de référence des années intermédiaires étant quant à elles estimées par interpolation ou extrapolation. Pour la commune, le premier recensement exhaustif entrant dans le cadre du nouveau dispositif a été réalisé en 2004.

En 2022, la commune comptait 312 habitants, en évolution de +1,3 % par rapport à 2016 (Vienne : +0,6 %, France hors Mayotte : +2,11 %).
| 1793 | 1800 | 1806 | 1821 | 1831 | 1836 | 1841 | 1846 | 1851 |
| ---- | ---- | ---- | ---- | ---- | ---- | ---- | ---- | ---- |
| 367  | 384  | 333  | 361  | 385  | 388  | 401  | 426  | 407  |

| 1856 | 1861 | 1866 | 1872 | 1876 | 1881 | 1886 | 1891 | 1896 |
| ---- | ---- | ---- | ---- | ---- | ---- | ---- | ---- | ---- |
| 412  | 420  | 418  | 416  | 423  | 409  | 412  | 431  | 415  |

| 1901 | 1906 | 1911 | 1921 | 1926 | 1931 | 1936 | 1946 | 1954 |
| ---- | ---- | ---- | ---- | ---- | ---- | ---- | ---- | ---- |
| 395  | 396  | 377  | 355  | 344  | 346  | 356  | 376  | 376  |

| 1962 | 1968 | 1975 | 1982 | 1990 | 1999 | 2004 | 2006 | 2009 |
| ---- | ---- | ---- | ---- | ---- | ---- | ---- | ---- | ---- |
| 320  | 317  | 327  | 337  | 341  | 305  | 285  | 288  | 294  |

| 2014 | 2019 | 2022 | - | - | - | - | - | - |
| ---- | ---- | ---- | - | - | - | - | - | - |
| 302  | 313  | 312  | - | - | - | - | - | - |

En 2008, selon l’Insee, la densité de population de la commune était de 25 hab./km2, contre 61 hab./km2 pour le département, 68 hab./km2 pour la région Poitou-Charentes et 115 hab./km2 pour la France.
Les dernières statistiques démographiques pour la commune de Saint-Gaudent ont été fixées en 2009 et publiées en 2012. Il ressort que la mairie administre une population totale de 306 personnes. À cela il faut soustraire les résidences secondaires (douze personnes) pour constater que la population permanente sur le territoire de la commune est de 294 habitants.
La répartition de la population par sexe était :
- en 1999 : 48,9 % d'hommes et 51,1 % de femmes.
- en 2004 : 50,9 % d'hommes et 49,1 % de femmes.
- en 2010 : 45,7 % d'hommes pour 54,3 % de femmes.

En 2004, selon l'Insee :
- le nombre de célibataires était de 22,9 % ;
- les couples mariés représentaient 64,1 % de la population ;
- les divorcés représentaient 4,5 % ;
- le nombre de veuves et veufs était de 8,6 %.

Le nombre de naissances entre 1999 et 2009 est de 22 et celui des décès, durant cette décennie, de 35.

### Enseignement
La commune de Saint-Gaudent dépend de l'académie de Poitiers et les écoles primaires de la commune dépendent de l'Iinspection académique de la Vienne. L’école primaire publique de Saint-Gaudent est une classe unique de cycle 3 (CE2-CM1-CM2) de 22 élèves. L’école fait partie d’un regroupement pédagogique intercommunal. Ainsi, les maternelles sont localisées à Lizant puis les CP et CE1 à l’école de Voulême et enfin les CE2, CM1 et CM2 à l’école de Saint-Gaudent.

### Santé
L’association départementale de parents et amis des personnes  handicapées mentales de la Vienne gère un établissement – un institut médico-éducatif (IME) - situé au lieu-dit le Roc. Cet établissement est agréé pour dispenser une éducation et un enseignement spécialisés pour des enfants et adolescents atteints de déficience à prédominance intellectuelle.

## Économie

### Agriculture
Selon la direction régionale de l'Alimentation, de l'Agriculture et de la Forêt de Poitou-Charentes, il n'y a plus que dix exploitations agricoles en 2010 contre 23 en 2000.
Les surfaces agricoles utilisées ont diminué et sont passées de 1 160 hectares en 2000 à 855 hectares en 2010. 43 % sont destinées à la culture des céréales (blé tendre pour 88 % des surfaces céréalières mais aussi d'orge), 32 % pour les oléagineux (colza et tournesol à parts égales), 8 % pour le fourrage et 15% restent en herbe.
Cinq exploitations en 2010 (contre neuf en 2000) abritent un élevage de bovins (586 têtes en 2010 contre 875 têtes en 2000). L'élevage d'ovins a disparu au cours de cette décennie. Cette évolution est conforme à la tendance globale du département de la Vienne. En effet, le troupeau d’ovins, exclusivement destiné à la production de viande, a diminué de 43,7% de 1990 à 2007.
La transformation de la production agricole est de qualité et permet aux exploitants d’avoir droit, sous conditions, aux appellations et labels suivants :
- Chabichou du Poitou (AOC)
- Beurre Charente-Poitou (AOC)
- Beurre des Charente (AOC)
- Beurre des Deux-Sèvres (AOC)
- Veau du Limousin (IGP)
- Porc du Limousin (IGP)
- Jambon de Bayonne (IGP)

### Développement durable
Sur le sol de la commune, un parc, regroupant douze éoliennes, devrait voir le jour en mai 2014 après neuf ans de procédure. Ce parc, le plus grand du département de la Vienne, est à cheval sur les communes de Saint-Macoux, de Saint-Gaudent, de Lizant et de Voulême. Ce parc représente une puissance totale de 24 MW pour une production estimée à 53 GWh, soit la consommation annuelle moyenne de 26 500 habitants. Les éoliennes sont composées d'un mât de 100 m de hauteur et de pales de 50 m. Cette énergie renouvelable devrait permettre d'économiser chaque année 17 000 tonnes de CO2.

### Emplois
Le taux de chômage en 2004 était de 5,8 % et en 1999 il était de 8,1 %.
Les retraités et les préretraités représentaient 30,5 % de la population en 2004 et 24,9 % en 1999.
Le taux d'activité était de 77,7 % en 2004 et de 68,9 % en 1999.
Le nombre de demandeurs d’emploi en fin de mois de catégories A (personnes sans emploi et recherchant activement un emploi),B (personnes recherchant un emploi et ayant exercé une activité de 78 h ou moins au cours du mois), C (personnes recherchant un emploi et ayant exercé une activité de plus de 78 h au cours du mois) au 31 décembre 2011 était de 12.

## Culture locale et patrimoine

### Lieux et monuments

#### Patrimoine religieux
- Église de Saint-Gaudent : elle date du XIVe siècle. Elle a été transformée en foyer rural. De l’édifice primitif, seul demeure le campanile à une baie qui a été refait au XVIIIe siècle. Sa porte d’entrée qui est de style gothique ogival et date du XIVe siècle, a été placée dans la nouvelle église, à l’entrée du transept sud.
- Église paroissiale : elle a été construite de 1880 à 1882 par les architectes Boutaud et Perlat. Elle est de style néo-gothique. Les trois cloches ont été bénies le 1er mai 1886.

#### Patrimoine civil
- Château de la Roche d’Orillac : du château d’origine, il ne reste de nos jours que la tour centrale, une porte en accolade et une fenêtre moulurée datant du XVe siècle. Le château est inscrit à l’inventaire supplémentaire des monuments historiques depuis 1935 pour sa cheminée, son portail et son élévation.
- Logis de Cornac qui date de la fin du XVIIe siècle.
- Château du Roc : il date du XVIIIe siècle. Il se compose d’un long bâtiment à un étage qu’encadrent deux pavillons.

#### Patrimoine naturel
- Selon l'Inventaire des arbres remarquables de Poitou-Charentes[31], il y a deux arbres remarquables sur la commune: un chêne rouge d'Amérique et un catalpa commun. Les deux arbres sont situés sur la place de l'église du village.

### Équipement culturel
Une salle de spectacle d’une capacité de 150 personnes

### Personnalités liées à la commune
- François Mitterrand (1916-1996) : lors de la cérémonie du bicentenaire de la Révolution française, le président de la République, François Mitterrand, est venu le 21 mars 1989 planter un autre arbre de la liberté.
- Norbert Pressac est né à Civray au 32 rue Duplessis. Ce curé de Saint-Gaudent a planté, en 1790, le premier arbre de la Liberté du canton. Il fut emprisonné lors de la Terreur. Il est libéré grâce au 9 thermidor qui vit la chute de Robespierre et la fin de cette phase de la Révolution française.

## Sources